# Asentador

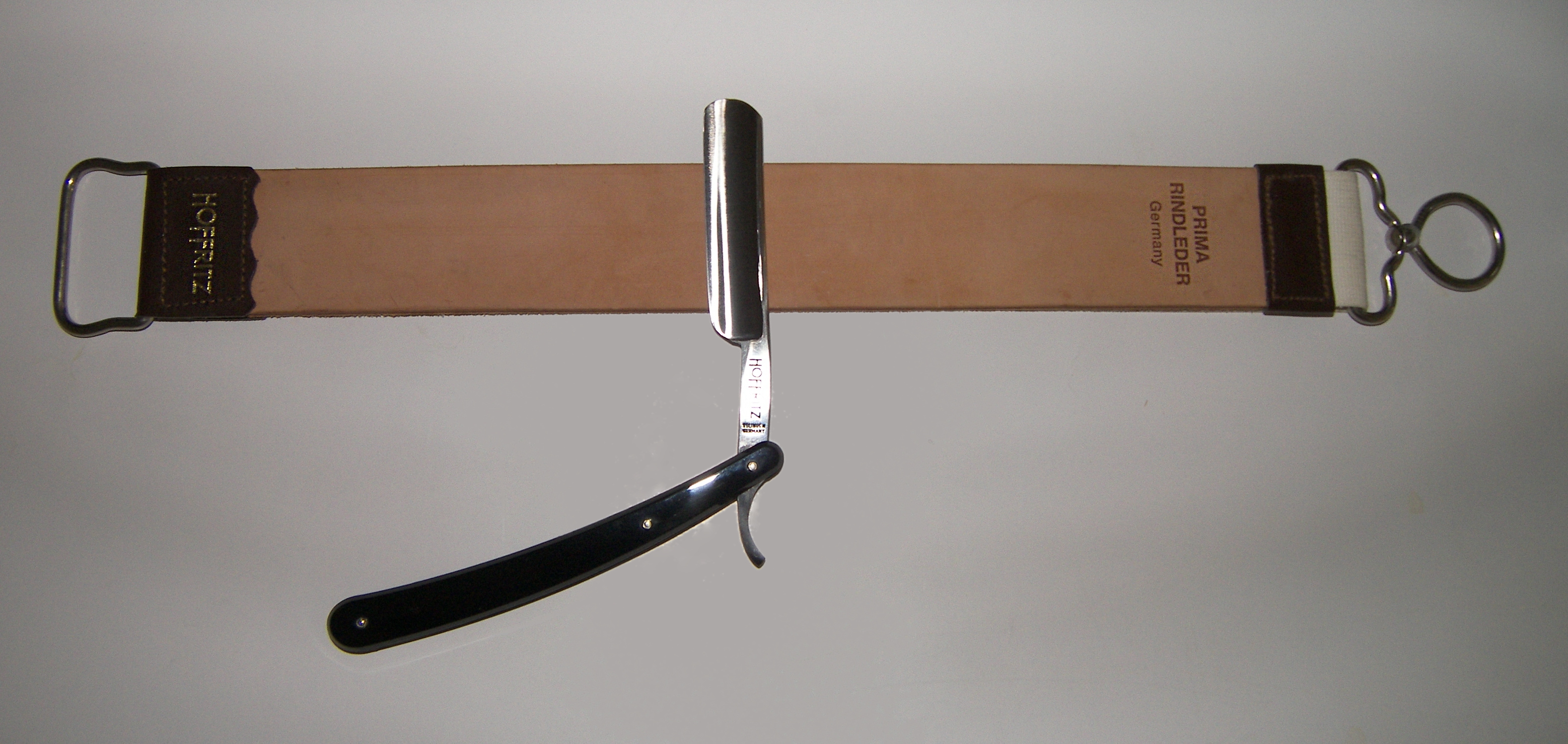
Navaja de afeitar junto a un asentador colgante.

Un asentador (también conocido como suavizador) es un pedazo de cuero, o utensilio de otra clase, empleado para suavizar el corte de las  navajas de afeitar alineando su filo. También se utiliza para suavizar el filo de cuchillos y algunas herramientas de carpintería como formones. Al contrario que el afilado, donde una piedra de afilar elimina metal doblado para recuperar el filo, el asentado simplemente realinea las mellas del filo sin retirar metal.

## Tipos de asentadores

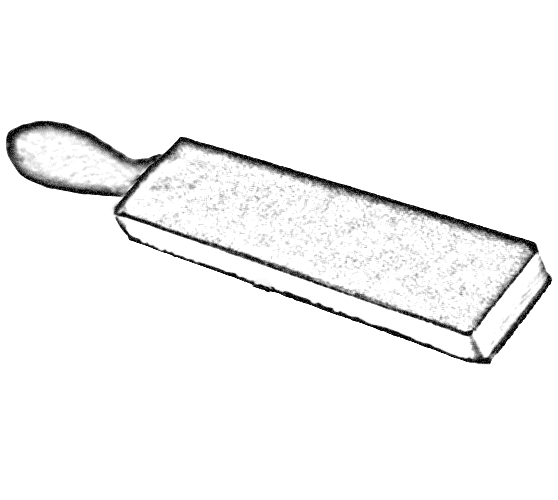
Dibujo de un asentador del tipo de paleta.

Hay dos tipos de asentadores: colgantes y de paleta. Los asentadores de paleta tradicionales consisten en una tabla de madera (de forma rectangular) a la que se le pega permanentemente el cuero y se sujetan de un mango en uno de los extremos. A este tipo de asentadores se les llama también de tipo "francés" o "alemán". Los asentadores colgantes consisten en un pedazo de cuero suelto en el que, al menos en un extremo, se encuentra un pequeño anillo para sujetarse a un clavo en una pared. Para sujetarse firmemente y lograr la tensión deseada, el otro extremo tiene un sujetador que puede ser un mango (por lo general de cuero también) o anillo metálico; algunos asentadores pueden no tener ningún sujetador y se sostienen simplemente con los dedos.

## Mantenimiento
El mantenimiento es bastante sencillo. Cuando adquieres un asentador de cuero puede ser de una cara o de dos. Si tiene dos caras, lo habitual es que por un lado sea de piel vacuna (o similar), y por el otro estaría un material más aterciopelado y suave (como la piel de canguro). La parte que requiere más atención es la que más asienta la navaja, y esa parte es la de piel más rígida. Cuando esa parte se utilice bastante y se aprecie que se está volviendo áspera, lo que hay que hacer es darle vida. Lo normal es aplicarle una pequeña capa de grasa (por lo general de animal). Esta grasa se vende en tiendas especializadas o por Internet, y varía su precio dependiendo si es sintética o de caballo (por ejemplo). A la sintética se la suele llamar 'pasta de tubo'.
Hay gente incluso que también recomienda pasarle la palma de la mano varias veces por el cuero. Si la mano no está lavada recientemente, puede ser un buen método para mantener vivo el cuero. Se frota varias veces las palmas de la mano después de haber asentado un filo de navaja. Así se consigue no tener que usar grasa cada cierto tiempo, aunque sí que hay que usarla cuando las palmas de la mano ya no consigan mantener el cuero vivo.

## Abrasivos
A los asentadores se les puede también agregar algún abrasivo que puede ser óxido de cromo (III) o spray con partículas de diamante. Lo que hace esto es retirar metal muy lentamente, lo que equivale a un afilado con piedra muy ligero. Aunque el uso de abrasivos con el asentador es opcional, es altamente recomendado si la navaja se usará para el afeitado, pues se logra un filo finísimo difícil de conseguir sólo con piedras y cuero. Cuando se pasa la navaja sobre un asentador al que se la ha agregado un abrasivo, se tiene que suavizar también sobre un asentador limpio, no sin antes limpiarla para retirar las partículas que hayan quedado sobre el filo.
Una vez que a un asentador se le añade un abrasivo, no es recomendable limpiar ese compuesto para volverlo a usar como un asentador de cuero limpio. Así como tampoco es recomendable suavizar una navaja barbera muy a menudo en un asentador con abrasivo pues estropeará el fino filo.

## Método
Para asentar correctamente una navaja o cuchillo, hay varios puntos clave:
- Si el asentador es de tipo colgante, sujetar firmemente el extremo correspondiente para lograr una tensión firme.
- Deslizar la navaja con el lomo hacia delante dejando atrás el filo. Esto es justo lo contrario que el afilado con piedra, el cual requiere deslizar la navaja con el filo por delante.
- Mantener la navaja completamente acostada y con una presión firme y uniforme; lo ideal sería que el peso se repartiera por igual a lo largo del filo, pero no con fuerza.